# La Main blanche
La Main blanche is een 4-delige Franse miniserie uit 2008 van de Franse regisseur Dennis Berry. De serie handelt over enkele geheimzinnige verdwijningen in de Franse Guérandestreek, die verband houden met moorden die 90 jaar eerder (in 1918) zijn gepleegd.
De serie werd in oktober-november 2007 opgenomen in het departement Loire-Atlantique, in het stadje Guérande, de gemeente Le Croisic en in Batz-sur-Mer.

## Verhaal
De serie opent met de vondst van een menselijke hand in een verlaten zoutmijn, ergens in de Franse Guérandestreek. Wanneer commissaris Franck Mercœur en forensisch antropoloog Marion Ravel de zaak onderzoeken, blijkt dat de hand toebehoort aan een vrouw die negentig jaar geleden (in 1918) plots van de aardbodem verdwenen was. DNA-tests wijzen uit dat het gaat om de overgrootmoeder van een vrouw uit de buurt, die een tijd geleden zelf verdween na een auto-ongeval.
Wanneer een tweede hand gevonden wordt en opnieuw een vrouw verdwijnt, wordt een vreselijk patroon zichtbaar. De inspecteurs ontdekken dat in 1918, negentig jaar geleden, vijf vrouwen vermoord werden door een zekere Adrien Creuzot. Nu lopen ook hun nazaten gevaar, want stuk voor stuk worden ook zij vermoord. En dan raakt bekend dat ook Marion Ravel een van die afstammelingen is.

## Rolverdeling
| Acteur             | Personage            |
| ------------------ | -------------------- |
| Marion Ravel       | Ingrid Chauvin       |
| Franck Mercœur     | Bruno Madinier       |
| Olivier Morel      | Franck Geney         |
| Jérôme Farche      | Dimitri Rataud       |
| Paul Creuzot       | Emmanuel Patron      |
| Mathilde Viguier   | Stéphanie Pasterkamp |
| Maxime Nau         | Yoann Moess          |
| Patrick Carbonnier | Carlo Brandt         |
| Catherine Creuzot  | Virginie Pauc        |
| Grégory Bessi      | Pascal Liger         |
| Isabelle           | Emilie Deville       |